# Råssjön, Jämtland
Råssjön är en sjö i Bergs kommun i Jämtland och ingår i Indalsälvens huvudavrinningsområde. Sjön har en area på 4,84 kvadratkilometer och ligger 384,1 meter över havet. Sjön avvattnas av vattendraget Råssjöån.

## Delavrinningsområde
Råssjön ingår i det delavrinningsområde (695135-144820) som SMHI kallar för Utloppet av Råssjön. Medelhöjden är 407 meter över havet och ytan är 13,85 kvadratkilometer. Räknas de 8 avrinningsområdena uppströms in blir den ackumulerade arean 63,15 kvadratkilometer. Billstaån som avvattnar avrinningsområdet har biflödesordning 2, vilket innebär att vattnet flödar genom totalt 2 vattendrag innan det når havet efter 307 kilometer. Avrinningsområdet består mestadels av skog (52 procent). Avrinningsområdet har 4,84 kvadratkilometer vattenytor vilket ger det en sjöprocent på 34,9 procent.